# جيرت-يان سيغرس
جيرت-يان سيغرس هو كاتب وكاتب العمود وصحفي وسياسي هولندي، ولد في 9 يوليو 1969 في ليسه في هولندا. نشط حزبياً في الاتحاد المسيحي. في الانتخابات التشريعية الهولندية 2017، انتخب عضو مجلس نواب هولندا ‏ (20 سبتمبر 2012 – ).